# Hypomares robustus
Hypomares robustus är en skalbaggsart som först beskrevs av Jordan 1894.  Hypomares robustus ingår i släktet Hypomares och familjen långhorningar.
Artens utbredningsområde är Ghana. Inga underarter finns listade i Catalogue of Life.